# Rolando Barrera
Rolando Ramón Barrera Aguiar (n. el 18 de octubre de 1960 en Villa Hernandarias, Entre Ríos, Argentina) es un ex-futbolista argentino. Jugaba de delantero y su primer club fue Newell's Old Boys. Tiene 64 años.

## Carrera
Comenzó su carrera en 1977 jugando para Newell's Old Boys. Jugó para el club hasta 1981. Ese año se fue a España para formar parte del plantel del RCD Mallorca, en donde se quedó hasta 1985. Siguió recorriendo Europa, probando suerte esta vez en Francia en ese mismo año, en donde formó parte del club francés Niza, de la ciudad homónima. Jugó para el club hasta 1986. Ese año, en su regreso a la Argentina formó parte de San Lorenzo. Jugó para el club azulgrana hasta 1988. En 1989 se pasó a las filas de Instituto de Córdoba, en donde juega hasta 1990. Ese año se trasladó al Colón de Santa Fe, en donde se retiró en 1991.
Se casó con una rosarina llamada Cristina Rumsky con quien formó una familia numerosa. 
Rolando Barrera es considerado una de las máximas estrellas de la época en Argentina y muy querido por la isla mallorquina.
Se caracterizaba por una muy buena pegada con su pie izquierdo, lo que hizo que convirtiera varios goles de tiro libre, especialmente en el San Lorenzo de Bora Milutinovic.

## Selección nacional
Ha sido internacional con la Selección de fútbol de Argentina sub-20 en 1979 y primera división en el 86.

## Clubes
| Club                 | País      | Año       |
| -------------------- | --------- | --------- |
| Newell's Old Boys    | Argentina | 1977-1981 |
| RCD Mallorca         | España    | 1981-1985 |
| Niza                 | Francia   | 1985-1986 |
| San Lorenzo          | Argentina | 1986-1988 |
| Instituto de Córdoba | Argentina | 1989-1990 |
| Colón de Santa Fe    | Argentina | 1990-1991 |

## Como Director Técnico
- Dirigió el equipo de primera y la Sub-20 de Atlético María Grande de cara al Torneo 2012 de Paraná Campaña.
- Universitario de Deportes de Libertador San Martín.
- Atlético Paraná.

Además es captador de talentos de Newell’s Old Boys y tiene a su cargo las Escuelas de Fútbol de Santa Elena y Aldea Santa María.